# Dol pri Ljubljani
Dol pri Ljubljani – wieś w Słowenii, siedziba gminy Dol pri Ljubljani. W 2018 roku liczyła 268 mieszkańców.